# Don Peters
Pour les articles homonymes, voir Peters.
Don Peters, de son vrai nom Donald A. Peters, est un scénariste américain né le 19 mai 1921 et mort le 4 octobre 2002 à Oxnard (Californie).

## Filmographie
- 1962 : The Soldier (court-métrage) de Richard A. Colla
- 1965 : La Proie nue de Cornel Wilde
- 1967 : Le sable était rouge de Cornel Wilde
- 1970 : Bloody Mama de Roger Corman

## Nominations
- Oscars du cinéma 1967 : Nomination pour l'Oscar du meilleur scénario original (La Proie nue)